# John Wrighton
John Wrighton (Reino Unido, 10 de marzo de 1933) fue un atleta británico especializado en la prueba de 400 m, en la que consiguió ser campeón europeo en 1958.

## Carrera deportiva
En el Campeonato Europeo de Atletismo de 1958 ganó la medalla de oro en los 400 metros, con un tiempo de 46.3 segundos que fue récord de los campeonatos, llegando a meta por delante del también británico John Salisbury y del alemán Karl-Friedrich Haas (bronce).